# Discos Coro
Discos Coro, S.A. de C.V.  es una empresa discográfica mexicana fundada en el año 1960 en la Ciudad de México.

## Inicio
Se fundó en el mes de marzo del año 1960 en la Ciudad de México, y se atribuye ser la primera compañía en fabricar discos en México y la primera en hacer discos "monoestéreo" (compatibles en tornamesas tanto monoaurales como estereofónicos). Aunque estuvo inactiva durante la década de los años 1970, regresó al mercado a principios del siglo XXI. Ha manejado las marcas comerciales Coro, Corito, Acción, IM, Selekto y Silverstone.

## Artistas destacados
Algunos de ellos son;
- Grupo Miramar
- Trío Los Soberanos
- Flavio
- Evangelina Elizondo
- Los Teddy Bears (luego, pasaron a llamarse Los Ovnis en Peerless y después Los Tarros en Musart)
- Mariachi México
- Los Sugar's
- Sergio Wofenbach y su Órgano Melódico
- Sergio Pérez y su Órgano Melódico
- Marimba La Perla del Istmo
- Orquesta Monstruo del Chino Flores
- La Orquesta de Glenn Miller
- Connie Francis (bajo la licencia de MGM)
- Grupo Campeche (ahora se llama Campeche Show)
- Yeyo y Su Orquesta